# Ram Head
Das Ram Head (englisch für Widderkopf) ist eine Landspitze an der Nordküste Südgeorgiens. Am Nordwestufer der Bay of Isles liegt sie zwischen dem Rosita Harbour und der Camp Bay.
Wissenschaftler der britischen Discovery Investigations nahmen zwischen 1929 und 1931 Vermessungen vor. Der deskriptive Name der Landspitze ist erstmals auf einer Landkarte der britischen Admiralität aus dem Jahr 1931 verzeichnet, die auf den zuvor genannten Vermessungen beruht.